# De pierre et d'os
De pierre et d'os est un roman de Bérengère Cournut paru le 29 août 2019 aux éditions Le Tripode et ayant reçu la même année le prix du roman Fnac.

## Historique

### Écriture du roman
Depuis les années 2000 et après avoir vécu quelques années auprès d'Amérindiens au Nouveau-Mexique, Bérengère Cournut s'attache à la culture des Premières Nations d'Amérique du Nord. Les Indiens Hopis ont ainsi été la source de son précédent roman Née contente à Oraibi, paru en 2016, et c'est à cette occasion qu'un Hopi lui montre un livre sur l'art inuit,. Son intérêt pour ce peuple grandit alors, et la pousse à découvrir en particulier les chants, les contes et les légendes orales ainsi que les traditions chamaniques – en particulier la place des femmes et de la maternité – de ces hommes luttant dans les conditions extrêmes de l'Arctique. 
Pour l'écriture de ce roman, la romancière s'est abondamment documentée sur les traditions du Groenland-Oriental et du Grand Nord canadien lors de sa résidence littéraire de dix mois au Muséum national d'histoire naturelle de Paris de septembre 2017 à juillet 2018 lui ayant donné accès au fonds polaire Jean-Malaurie et au fonds d'archives Paul-Émile-Victor. L'auteure interroge également deux anthropologues spécialisées, Bernadette Robbe et Joëlle Robert-Lamblin, afin de s'approcher au plus près de la réalité des peuples du Grand Nord pour son « ethno-roman ». De plus, la scène initiale du roman est inspirée du récit du livre L'Histoire de Comock l'Esquimau et du film documentaire Nanouk l'Esquimau (1922) de Robert Flaherty.

### Prix littéraires
Le roman est récompensé le 2 septembre 2019 par le prix du roman Fnac (par un jury composé de 400 libraires et 400 adhérents Fnac), lors de la sélection finale comprenant Éden de Monica Sabolo, Girl d'Edna O'Brien et Murène de Valentine Goby,,,.

## Résumé
Dans l'Arctique, une jeune Inuite appelée Uqsuralik (signifiant « Animal blanc ») se retrouve brusquement séparée de sa famille lors d'une rupture de la banquise près de son igloo. Après plusieurs jours de dérive et diverses tentatives pour retrouver la terre ferme, elle réussit à rejoindre un autre groupe de chasseurs dans leur campement d'hiver. Ce nouveau clan la sauve dans un premier temps, mais les agissements traumatisants du père de famille, Le Vieux, envers elle changent le cours de sa vie. Chasseuse talentueuse, grâce à l'apprentissage acquis auprès de son père, elle est considérée comme un « garçon manqué » (un Arnaautuq) par ses congénères, ce qui lui permet de s'affirmer dans le groupe, notamment auprès des fils de l'homme mauvais. Elle se rapproche en particulier de Tulukaraq, puis s'unit à lui, jusqu'au jour où le père de ce dernier le tue durant son sommeil.
Uqsuralik sait qu'elle doit maintenant quitter ce clan et s'éloigner du Vieux. Partant avec le peu d'affaires qu'elle possède, elle s'établit dans une autre baie pour mettre en sûreté la vie qui grandit en elle. À l'approche de l'hiver, elle voit par chance arriver le clan de son oncle et de sa femme Pukajaak, qui décident de s'établir dans la durée à cet endroit, construisant une maison en tourbe et en pierre. C'est au sein de ce nouveau chaleureux foyer qu'Uqsuralik met au monde sa fille Hila, vite adoptée par tout le monde et en particulier la mère de Pukajaak, Saunik, qui voit en elle la réincarnation de sa vieille mère et décide de lui transmettre tout son savoir.
Les saisons et les années passent, jusqu'à l'arrivée d'un homme venu de l'ouest, un homme étrange et solitaire, possédant un grand savoir chamanique qui sauve Hila d'une étrange maladie. Cet homme, Naja, décide de rester avec le clan où il ressent la force d'Uqsuralik. Cette dernière n'a rien à lui offrir pour le remercier d'avoir sauvé sa fille que de se donner à lui, accomplissant une prophétie ou un rêve ancien qui s'était révélé à elle. Naja possède des savoirs et une ouverture d'esprit qui tranchent avec ceux de Inuits de cette région : venu de l'île de Baffin, il a parcouru le monde arctique d'ouest en est et s'est enrichi auprès des hommes qu'il a rencontrés. Après plusieurs années de vie au sein de la communauté, alors qu'Hila est devenue une jeune femme, Uqsuralik et Naja décident de vivre sans attaches et nomades, parcourant les baies au fil des saisons jusqu'au jour où deux jumeaux naitront de leur union.

## Accueil critique
À sa parution, le roman est très bien accueilli par la critique littéraire,, Le Monde en particulier y voyant un « ardent roman » qui permet au lecteur de découvrir la vie et la culture inuite grâce à sa « vaillante héroïne » au travers « un magnifique voyage – à la fois immobile et lointain – qu’a effectué Bérengère Cournut, fine exploratrice d’archives et de psyché féminine ». Pour le journal québécois Le Devoir, ce récit à la première personne empruntant au flux de conscience est « une odyssée initiatique, pleine d’une cruauté toute naturelle, mais empreinte aussi d’une très grande douceur, où la femme finira par découvrir sa véritable nature », notant en particulier l'inspiration « sans lourdeur des mythes » auxquels l'auteure s'est attachée et repoussant les éventuelles critiques d'appropriation culturelle par la justification du rôle de la littérature qui consiste selon le journaliste à « incarner l'autre [... dans] un mélange d’empathie et d'imaginaire ».

## Éditions
- Éditions Le Tripode, 2019  (ISBN 978-2-37055-212-9)[11]
- Éditions Le Tripode, coll. « Météores » no 31, 2020  (ISBN 9782370552419), 240 p.